# NGC 7635
NGC 7635 је емисиона маглина у сазвежђу Касиопеја која се налази на NGC листи објеката дубоког неба.
Деклинација објекта је + 61° 12' 42" а ректасцензија 23h 20m 45,0s. Привидна величина (магнитуда) објекта NGC 7635 износи 12,6 а фотографска магнитуда 11,0. NGC 7635 је још познат и под ознакама LBN 549, , Bubble nebula.